# Slaget i Sagamibugten
Slaget i Sagamibugten var et modskibsfartsangreb ud for ud for Bōsōhalvøens spids om natten til den 22. juli 1945, som en del slaget om Japan under Stillehavskrigen i 2. verdenskrig. Det var den sidste overfladekamp under krigen. Destroyer Squadron 61 (DesRon 61) fra den amerikanske flåde mødte en japansk konvoj bestående af to fragtskibe og to mindre eskortskibe fra den kejserlige japanske flåde. Amerikanerne sank et fragtskib, No.5 Hakutetsu Maru på 810 ton, og beskadigede et andet fragtskib, Enbun Maru på 7030 ton. Den japanske eskorte blev ikke beskadiget.